# 朱祐樿
桐城怀僖王朱祐椫（1474年—1488年10月10日），明朝荆王朱见㴋庶五子，明朝唯一一代桐城王。

## 生平
成化十八年（1482年）十二月賜名。
弘治元年（1488年）九月，明孝宗遣保定侯梁任、陽武侯薛倫、豐城侯李璽、駙馬都尉蔡震、游泰、興安伯徐盛、靖遠伯王憲、永順伯薛勛、成安伯郭鐄、修武伯沈坊、南和伯方壽祥、崇信伯費淮為正使，尚寶司少卿胡恭、吏科右給事中王質、戶科給事中鄭宗仁、禮科給事中王綸、兵科給事中藺琦、刑科給事中胡金、工科給事中夏昂、中書舍人鮑春、吏部員外郎貢欽、戶部郎中江漢、員外郎陳綸、兵部員外郎熊祿為副使，持節冊封朱祐椫為桐城王。使者未至，朱祐椫已病故。孝宗得知其死訊，輟朝一日，按制度賜祭葬，諡懷僖。
朱祐椫没有儿子，死后封国取消。